# Rio Arșița Lungă
O Rio Arşiţa Lungă é um rio da Romênia afluente do rio Neamţ, localizado no distrito de Neamţ.